# Dorycnium strictum
Dorycnium strictum là một loài thực vật có hoa trong họ Đậu. Loài này được (Fisch. & C.A.Mey.) Lassen miêu tả khoa học đầu tiên.